# Pray Out Loud
Singles de Jessica Simpson
Remember That
(2008) My Only Wish
(2010)
Pray Out Loud est le troisième single de la chanteuse américaine Jessica Simpson, extrait du sixième album de Do You Know, sortit le 12 janvier 2009. Le titre est écrit par Jessica Simpson, John Shanks, Brett James et composé par Brett James, John Shanks.

## Historique
À la suite de l'album A Public Affair, publié en 2006, son père et manager, Joe Simpson, déclare en septembre 2007, que Jessica pensait sérieusement à se lancer dans la musique country. Elle déclare vouloir sortir un album de country et revenir à ses racines, étant originaire du Texas. De ce fait, Jessica poursuit alors sa démarche dans la musique country, qu'elle avait entamée depuis 2005, avec le titre "These Boots Are Made for Walkin'", qu'elle interpréta sur la bande originale du film Shérif, fais-moi peur et l'apparition dans le vidéoclip "You Don't Think I'm Funny Anymore" de Willie Nelson.

## Informations
"Pray Out Loud", est écrit par Jessica Simpson, John Shanks, Brett James et composé par Brett James, John Shanks.

## Clip vidéo
Ce titre ne bénéficie pas de vidéoclip.

## Performance commerciale
Pray Out Loud, arrive dans le classement pour en sortir aussitôt.

## Liste et formats
Téléchargement digital
1. "Pray Out Loud"  - 3:45